# 赵店水库
赵店水库是中国安徽省滁州市全椒县境内的一座水库，位于滁河支流襄河上，建于1966年。水库正常库容为970万立方米，集雨面积为32平方千米，海拔为28.9米。